# أمير غازي
أمير غازي (بالتركية: Emirgazi)‏ هي بلدة ومُديريَّة تقع في ولاية قونية بتركيا. تصل مساحتها إلى 629.3 كم²، وترتفع عن سطح البحر حوالي 1078 م.